# Seznam ředitelů CIA
Toto je seznam ředitelů americké Ústřední zpravodajské služby (CIA). Mezi lety 1946 až 2005 byl ředitel CIA, nesoucí titul Director of Central Intelligence (DCI), zároveň hlavním poradcem amerického prezidenta v záležitostech týkajících se zpravodajských služeb a zpravodajské činnosti a hlavním koordinátorem spolupráce mezi americkými zpravodajskými službami. Roku 2005 v rámci reforem v souvislosti s válkou proti terorismu byla pozice DCI zrušena a pravomoci rozděleny: za koordinaci spolupráce mezi zpravodajskými službami nyní zodpovídá Director of National Intelligence (DNI), jemuž je podřízen Director of the Central Intelligence Agency (D/CIA), který řídí CIA.

## Director of Central Intelligence (1946–2005)
| Ředitel | Ředitel                                    | V úřadě                               | Úřadující prezident |
| --- | ------------------------------------------ | ------------------------------------- | ------------------- |
| Funkce byla zřízena ještě před založením CIA. Za oficiální datum založení CIA platí 26. červenec 1947, kdy prezident Harry S. Truman podepsal příslušný zákon. Prvním ředitelem nově založené agentury byl kontradm. Roscoe H. Hillenkoetter, třetí DCI v pořadí. |                                            |                                       |                     |
| | kontradm. Sidney W. Souers, US Navy        | 23. leden 1946 – 10. červen 1946      | Harry S. Truman     |
| | genpor. Hoyt S. Vandenberg, US Air Force   | 10. červen 1946 – 1. květen 1947      | Harry S. Truman     |
| | kontradm. Roscoe H. Hillenkoetter, US Navy | 1. květen 1947 – 7. říjen 1950        | Harry S. Truman     |
| | gen. Walter B. Smith, US Army              | 7. říjen 1950 – 9. únor 1953          | Harry S. Truman     |
| Dwight D. Eisenhower | gen. Walter B. Smith, US Army              | 7. říjen 1950 – 9. únor 1953          |                     |
| | Allen W. Dulles                            | 9. únor 1953 – 26. únor 1953          |                     |
| | Allen W. Dulles                            | 26. únor 1953 – 29. listopad 1961     |                     |
| John F. Kennedy | Allen W. Dulles                            | 26. únor 1953 – 29. listopad 1961     |                     |
| | John A. McCone                             | 29. listopad 1961 – 28. duben 1965    |                     |
| Lyndon B. Johnson | John A. McCone                             | 29. listopad 1961 – 28. duben 1965    |                     |
| | viceadm. William F. Raborn, US Navy        | 28. duben 1965 – 30. červen 1966      |                     |
| | Richard M. Helms                           | 30. červen 1966 – 2. únor 1973        |                     |
| Richard Nixon | Richard M. Helms                           | 30. červen 1966 – 2. únor 1973        |                     |
| | James R. Schlesinger                       | 2. únor 1973 – 2. červenec 1973       |                     |
| | genpor. Vernon A. Walters, US Army         | 2. červenec 1973 – 4. září 1973       |                     |
| | William E. Colby                           | 4. září 1973 – 30. leden 1976         |                     |
| Gerald Ford | William E. Colby                           | 4. září 1973 – 30. leden 1976         |                     |
| | George H. W. Bush                          | 30. leden 1976 – 20. leden 1977       |                     |
| | E. Henry Knoche                            | 20. leden 1977 – 9. březen 1977       |                     |
| Jimmy Carter | E. Henry Knoche                            | 20. leden 1977 – 9. březen 1977       |                     |
| | adm. Stansfield Turner, US Navy            | 9. březen 1977 – 20. leden 1981       |                     |
| | William J. Casey                           | 28. leden 1981 – 29. leden 1987       | Ronald Reagan       |
| | Robert M. Gates                            | 18. prosinec 1986 – 26. květen 1987   | Ronald Reagan       |
| | William H. Webster                         | 26. květen 1987 – 31. srpen 1991      | Ronald Reagan       |
| George H. W. Bush | William H. Webster                         | 26. květen 1987 – 31. srpen 1991      |                     |
| | Richard J. Kerr                            | 1. září 1991 – 6. listopad 1991       |                     |
| | Robert M. Gates                            | 6. listopad 1991 – 20. leden 1993     |                     |
| | adm. William O. Studeman, US Navy          | 21. leden 1993 – 5. únor 1993         | Bill Clinton        |
| | R. James Woolsey                           | 5. únor 1993 – 10. leden 1995         | Bill Clinton        |
| | adm. William O. Studeman, US Navy          | 11. leden 1995 – 9. květen 1995       | Bill Clinton        |
| | John M. Deutch                             | 10. květen 1995 – 15. prosinec 1996   | Bill Clinton        |
| | George J. Tenet                            | 16. prosinec 1996 – 11. červenec 1997 | Bill Clinton        |
| | George J. Tenet                            | 11. červenec 1997 – 11. červenec 2004 | Bill Clinton        |
| George W. Bush | George J. Tenet                            | 11. červenec 1997 – 11. červenec 2004 |                     |
| | John E. McLaughlin                         | 12. červenec 2004 – 24. září 2004     |                     |
| | Porter J. Goss                             | 24. září 2004 – 21. duben 2005        |                     |
| Funkce byla k 21. dubnu 2005 zrušena, pravomoci rozděleny. Director of the Central Intelligence Agency řídí CIA, jemu nadřízený Director of National Intelligence koordinuje spolupráci mezi zpravodajskými službami.                                             |                                            |                                       |                     |
| 1. 2. |                                            |                                       |                     |

## Director of the Central Intelligence Agency (od roku 2005)
| No. | Ředitel                          | Ředitel              | V úřadě                           | Úřadující prezident | Úřadující prezident |
| --- | -------------------------------- | -------------------- | --------------------------------- | ------------------- | ------------------- |
| Funkce vznikla jako jedna ze dvou nástupnických funkcí po zrušení funkce Director of Central Intelligence |                                  |                      |                                   |                     |                     |
| 1 |                                  | Porter J. Goss       | 21. duben 2005 – 5. květen 2006   | George W. Bush      |                     |
| 2 |                                  | Michael V. Hayden    | 30. květen 2006 – 12. únor 2009   | George W. Bush      |                     |
| 2 | Barack Obama                     | Michael V. Hayden    | 30. květen 2006 – 12. únor 2009   |                     |                     |
| 3 |                                  | Leon E. Panetta      | 13. únor 2009 – 30. červen 2011   |                     |                     |
| – |                                  | Michael J. Morell    | 1. červenec 2011 – 6. září 2011   |                     |                     |
| 4 |                                  | David H. Petraeus    | 6. září 2011 – 9. listopad 2012   |                     |                     |
| – |                                  | Michael J. Morell    | 9. listopad 2012 – 8. březen 2013 |                     |                     |
| 5 |                                  | John O. Brennan      | 8. březen 2013 – 20. leden 2017   |                     |                     |
| – |                                  | Meroe Parková        | 20. leden 2017 – 23. leden 2017   | Donald Trump        |                     |
| 6 |                                  | Michael R. Pompeo    | 23. leden 2017 – 26. duben 2018   | Donald Trump        |                     |
| – |                                  | Gina C. Haspelová    | 26. duben 2018 – 21. květen 2018  | Donald Trump        |                     |
| 7 | 21. května 2018 – 20. ledna 2020 | Gina C. Haspelová    |                                   | Donald Trump        |                     |
| – |                                  | David S. Cohen       | 20. ledna 2020 – 19. března 2021  | Joe Biden           |                     |
| 8 |                                  | William Joseph Burns | 19. března 2021 – 20. ledna 2025  | Joe Biden           |                     |
| – |                                  | Tom Sylvester        | 20. ledna 2025 – 23. ledna 2025   | Donald Trump        |                     |
| 9 |                                  | John Ratcliffe       | 23. ledna 2025 – úřadující        | Donald Trump        |                     |